# Rosa la rose, fille publique
Rosa la rose, fille publique és una pel·lícula dramàtica francesa de Paul Vecchiali, estrenada el 1986.

## Sinopsi
La Rosa és una prostituta. La Rosa és la bellesa de Les Halles. Els homes es barallen per una passejada amb ella. La Rosa és sana, radiant. Ella no rebutja cap fantasia. Res no li sembla brut. Avui la Rosa fa 20 anys. Gilbert, el seu proxeneta, vol organitzar un banquet. És llavors quan apareix Julien, un jove treballador. L'amor a primera vista és mutu. Però la llei del Mitjà pesarà sobre aquest amor inesperat.

## Repartiment
- Marianne Basler : Rosa
- Jean Sorel : Gilbert
- Pierre Cosso: Julien
- Laurent Lévy : Laurent
- Catherine Lachens : « Quarante »
- Evelyne Buyle : « Trente-cinq »
- Pierre Oudrey : Paulo
- Heinz Schwarzinger : le mataf
- Régine Benedetti : Yvette
- Jean-Louis Rolland : Pierrot
- Jean Bollery : Dédé
- Pascal Guiomar : le serveur
- René Joly : l'accordéonniste
- Stéphane Jobert : Jules
- Daniel Briquet : le légionnaire
- Michel Valette : l'homme bonheur
- Jacques Nolot : Alex
- Noël Simsolo : Jeannot
- Pierre Villaret et Mathieu Rivolier : les hommes
- Claude Hernin-Hilbaut : l'infirmière
- Louis-Michel Colla : le patron du café
- Patrick Fierry : un client
- Marie-Claude Treilhou : « France Profonde »

## Premis i nominacions
Pel seu paper a la pel·lícula, Marianne Basler va ser nominada al César a la millor actriu revelació als 12ns Premis César.